# Хамбакер

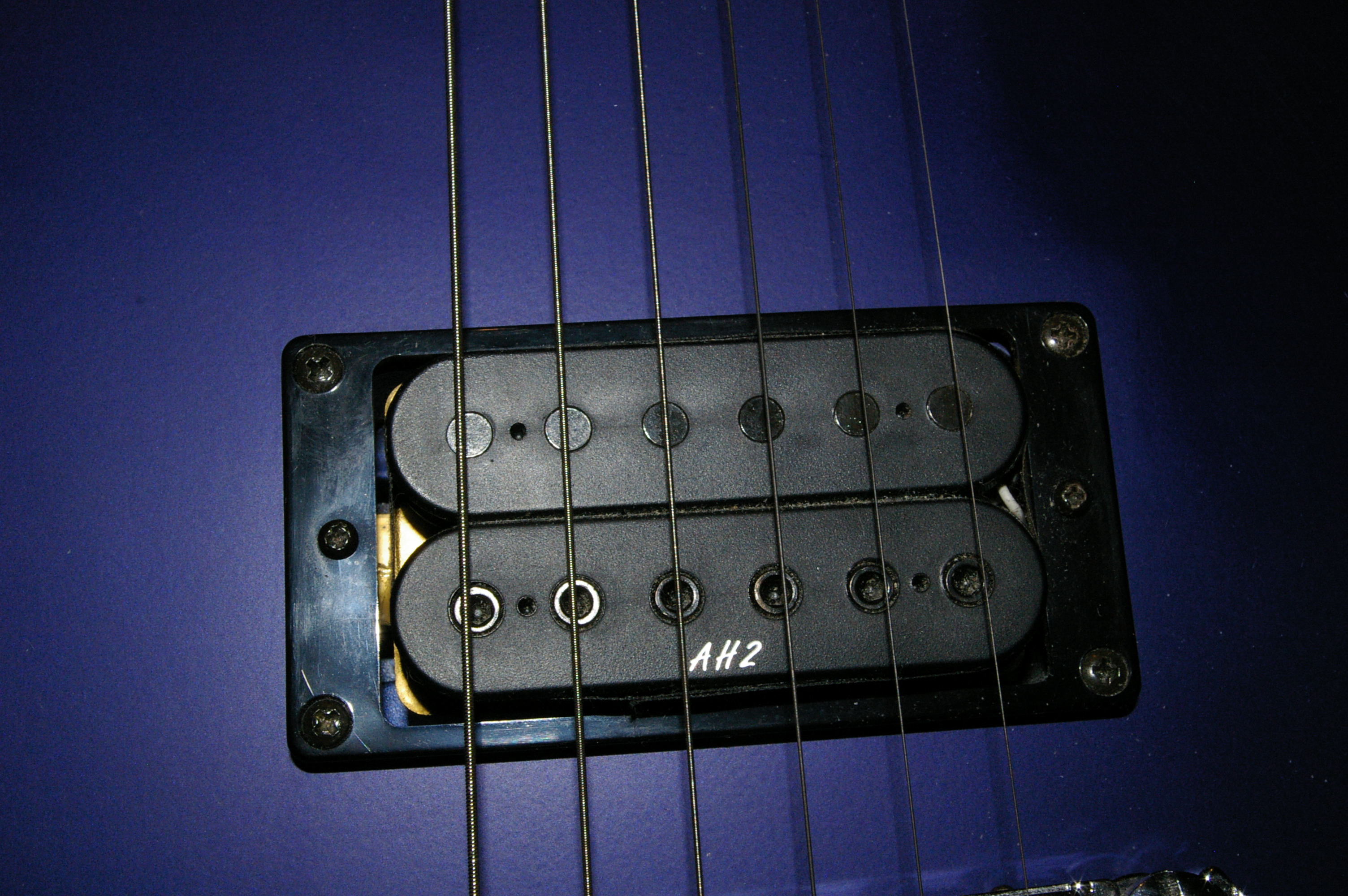
Хамбакер

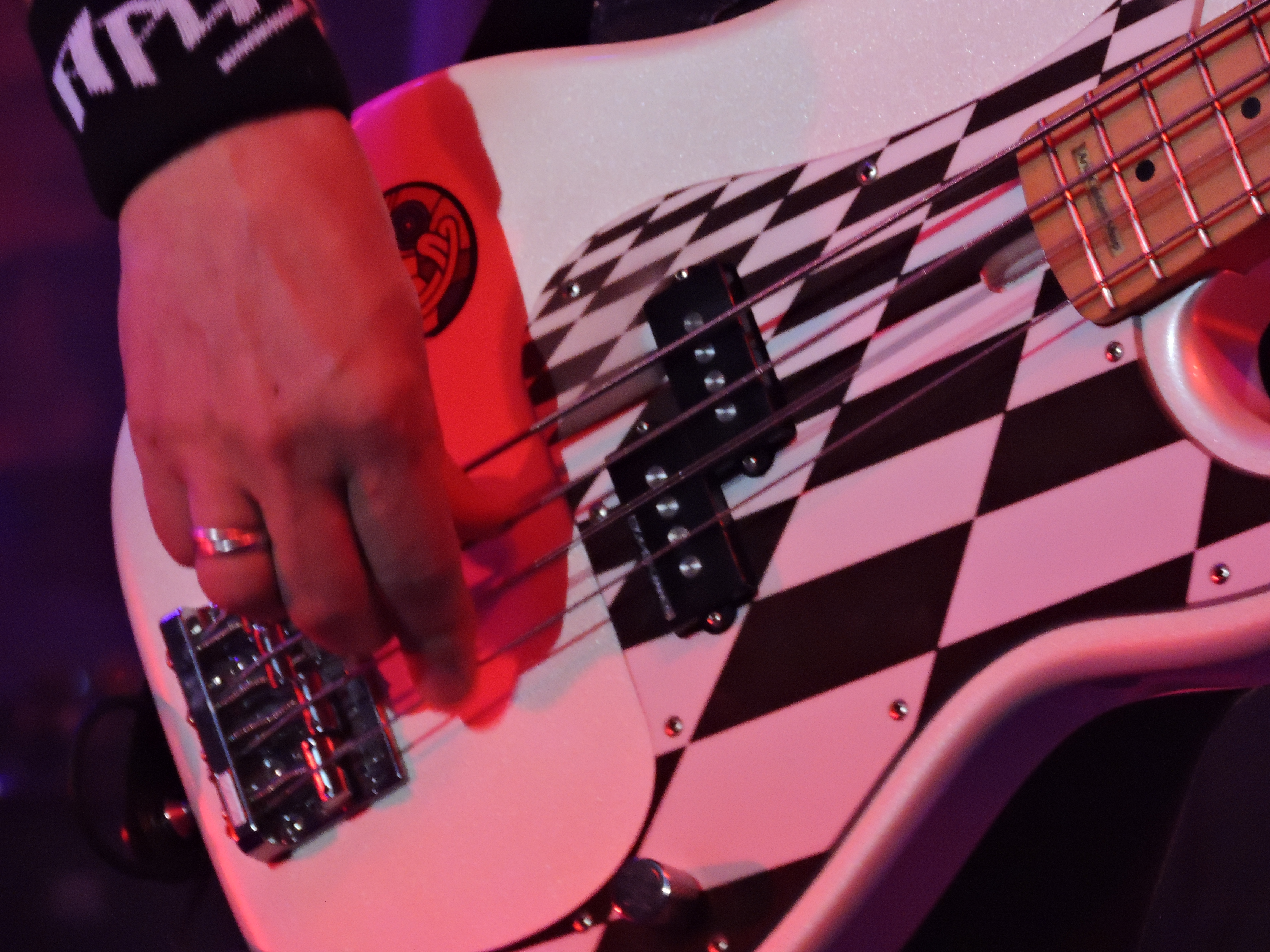
Звукосниматели типа сплит (раздельный хамбакер) на бас-гитаре Aria Pro 2 STB-серии для Виталия Дубинина

Хамба́кер (англ. Humbucker) — тип магнитного звукоснимателя для электро- и бас-гитары, состоящий из двух катушек индуктивности в магнитном поле. Основное предназначение — подавление шумов в выходном аудиосигнале.

## История
Шумоподавляющая катушка (англ. humbucking coil) была придумана в 1935 году американской компанией Electro-Voice, основанной в Саут-Бенде Элом Каном и Лу Барроузом. Фирма специализировалась на производстве портативного концертного оборудования, включая микрофоны и динамики. Звукосниматель из двух встречно намотанных катушек должен был подавлять 50-герцовый фон от электрической сети (англ. hum, «гул»), но усиливать полезный сигнал от струн.
Одной из первых фирм, применявшей хамбакеры, была Rickenbacker. В 1953 году она предлагала гитары с двухкатушечными звукоснимателями, настроенными на шумоподавление, но вскоре, в 1954-м, проект был свёрнут из-за сильного искажения звука. Самым успешным ранним звукоснимателем типа хамбакер был так называемый «PAF» (Patent Applied For — Заявлен на патент), придуманный работником компании Gibson Сетом Лавером в 1955 году. Первой гитарой с существенным объёмом выпуска была Gibson Les Paul, оснащавшейся двумя хамбакерами. Успех данной модели подтолкнул некоторые фирмы (включая Fender, традиционно оснащавшую свои гитары синглами), на оборудование своих гитар хамбакерами.

## Принцип работы
Хамбакер состоит из двух катушек индуктивности, находящихся в разных полюсах магнитного поля и намотанных встречно. Струна гитары изготавливается из стали или никеля и является ферромагнетиком. Находясь в постоянном магнитном поле звукоснимателя, струна намагничивается и приобретает своё магнитное поле. При колебаниях струны изменение её скорости движения относительно датчика обуславливает изменение скорости индукции магнитного поля и, следовательно, магнитного потока. Вследствие этого в катушках возникает ЭДС электромагнитной индукции, причём в разных катушках векторы магнитного потока имеют противоположные направления, но из-за противоположности фаз катушек ток имеет одинаковое направление, поэтому сигналы обеих катушек суммируются. Радиоволны также индуцируют в катушках ток, но поскольку направление тока не зависит от магнитного поля, то из-за разных фаз намоток сигналы взаимовычитаются.

## Звук хамбакера
Уровень сигнала с хамбакера порядка 250—500 мВ (для сравнения — у сингла 100—200 мВ), что повышает компрессию и позволяет больше исказить звук при эффектах «Овердрайв» или «Дисторшн». Из-за разного расстояния между катушками гармоники колебания струны, придающие яркость звучания, либо теряют громкость, либо исчезают вообще. Звук получается более «смазанный», «размытый» и менее яркий.

## Конструкции хамбакера
Есть множество разных конструкций хамбакера, но все они имеют одно начало. Хамбакер — две катушки индуктивности, намотанные встречно, прикреплённые с помощью шурупов к металлической пластине (обычно используется нейзильбер в более дорогих или латунь в более дешёвых звукоснимателях). Существует две схемы выводов с катушек:
- С помощью двухжильного провода: катушки спаяны последовательно, с начала одной идёт сигнал, конец другой заземлён вместе с монтажной пластиной.
- С помощью четырёхжильного провода: с каждой катушки идёт по два раздельных провода, все они находятся в оплётке из пятого, заземлённого на монтажную пластину. Такая разводка позволяет использовать как любую из двух катушек раздельно (т. н. «Coil Split»), так и обе вместе последовательно или параллельно.

Крепление хамбакера может производиться в фальш-панель гитары или непосредственно в корпус (т. н. «direct mount» — прямое крепление) с помощью двух или трёх подпружиненных болтов или шурупов.

### PAF
Самая ранняя конструкция хамбакера направлена на максимальное снижение влияний помех на сигнал. Звукосниматель помещался в металлический корпус, служивший экраном от помех. Для предотвращения микрофонного эффекта датчик пропитывался смесью воска и парафина. Для большего выражения высоких или низких частот (в зависимости от положения звукоснимателя) только у одной из катушек сердечники выходили наружу. Для баланса звука каждой струны предусмотрена регулировка сердечников по высоте. Звукосниматель имеет относительно низкий уровень сигнала.

### Filter’Tron
Представлен фирмой Gretsch на летней выставке NAMM 1957 года в Чикаго. От звукоснимателя «PAF» отличается размерами и специфической формой крышки. Обладает ярко выраженными высокими частотами.

### Стэковый хамбакер (Хамкенселлер)
Имеет габариты сингла. Катушки расположены одна под другой. Сигналы в каждой катушке полностью идентичны друг другу по спектру и фазе, поскольку снимаются с одной и той же точки струны, но они в достаточной степени отличаются друг от друга по амплитуде, поскольку струна сильнее меняет магнитный поток в ближайшей по отношению к ней катушке. Выходное напряжение, таким образом, составляющее разностный сигнал катушек хамкенселлера, является спектрально (по тембру) точной копией синглового, имеет меньшую, чем у сингла амплитуду, зато полностью свободно от любых синфазных шумов, которые наводятся в катушках практически одинаково.

### Мини-хамбакеры
Мини-хамбакер меньше обычного. Существуют как в размере Tele/Strat, так и в размере Soapbar. Конструкция полностью идентична традиционной за исключением размеров. Такой датчик имеет более низкий выходной сигнал и компрессию, однако его звук ярче, чем у обычного хамбакера.

### Рельсовые хамбакеры
В данных хамбакерах вместо 12-ти сердечников стоят две пластины, называемые «рельсами». Магнитное поле распределяется более равномерно, также струна звучит более плавно и не теряет звук при подтяжках, потому что струна всегда находится над сердечником, однако такой сердечник рассеивает магнитное поле больше, поэтому звук слегка менее выраженный и чёткий, чем у традиционного хамбакера. Наиболее часто такую конструкцию применяют в мини-хамбакерах.

### Раздельный хамбакер (Хамбакер-сплит)
Звукосниматель, в котором катушки снимают сигнал с разных струн, например одна пара с первых трёх струн на электрогитаре ,(на 4-х струнной бас гитаре чаще всего на первые две  струны )
Устанавливались на бас гитары  "Fender Precision Bass",а также бас гитары Cort И многие другие

### Активный хамбакер
Активный хамбакер от обычного (пассивного) отличается более низким числом витков в катушках, более слабым магнитом и собственной схемой усиления. Изначально такая конструкция без электроники применялась для согласования сопротивлений входа и выхода гитары и микшера, чтобы подключать инструмент непосредственно в линейный вход. Такая конструкция вследствие технических особенностей минимально влияет на колебания струны, следовательно повышается сустейн. Также катушка с низким сопротивлением позволяет снимать более широкий спектр частот, делая звук более чётким и артикулированным. Однако, чтобы применять эти качества звукоснимателей, потребовалось добавить электронные схемы. С развитием конструкции электроники добавлялись такие положительные качества, как уменьшение шума, регулирование тембра звукоснимателя и более мощный выходной сигнал. Но электронная схема требует наличие источника независимого питания, обычно батареи 9В.